# 大天狗酒造
大天狗酒造株式会社（だいてんぐしゅぞう）は、福島県本宮市にある酒造メーカー。商標は「大天狗」。
安達太良山の伏流水、福島県産の酒米を用いた酒造りを行っている。生産量の約90%は本宮市内で消費される。

## 大天狗の由来
明治初期、倉庫業より酒造業に転換するため倉庫内に預かっていた物品の返却を行った。その際、行李が2つほど引き取り手がなく残った。その行李を開いたところ2つの天狗の面が出てきた。これを神よりの授かりものと受け取り、酒造業開始時に「大天狗」の名を冠した。

## 沿革
1872年（明治5年）に創業した。

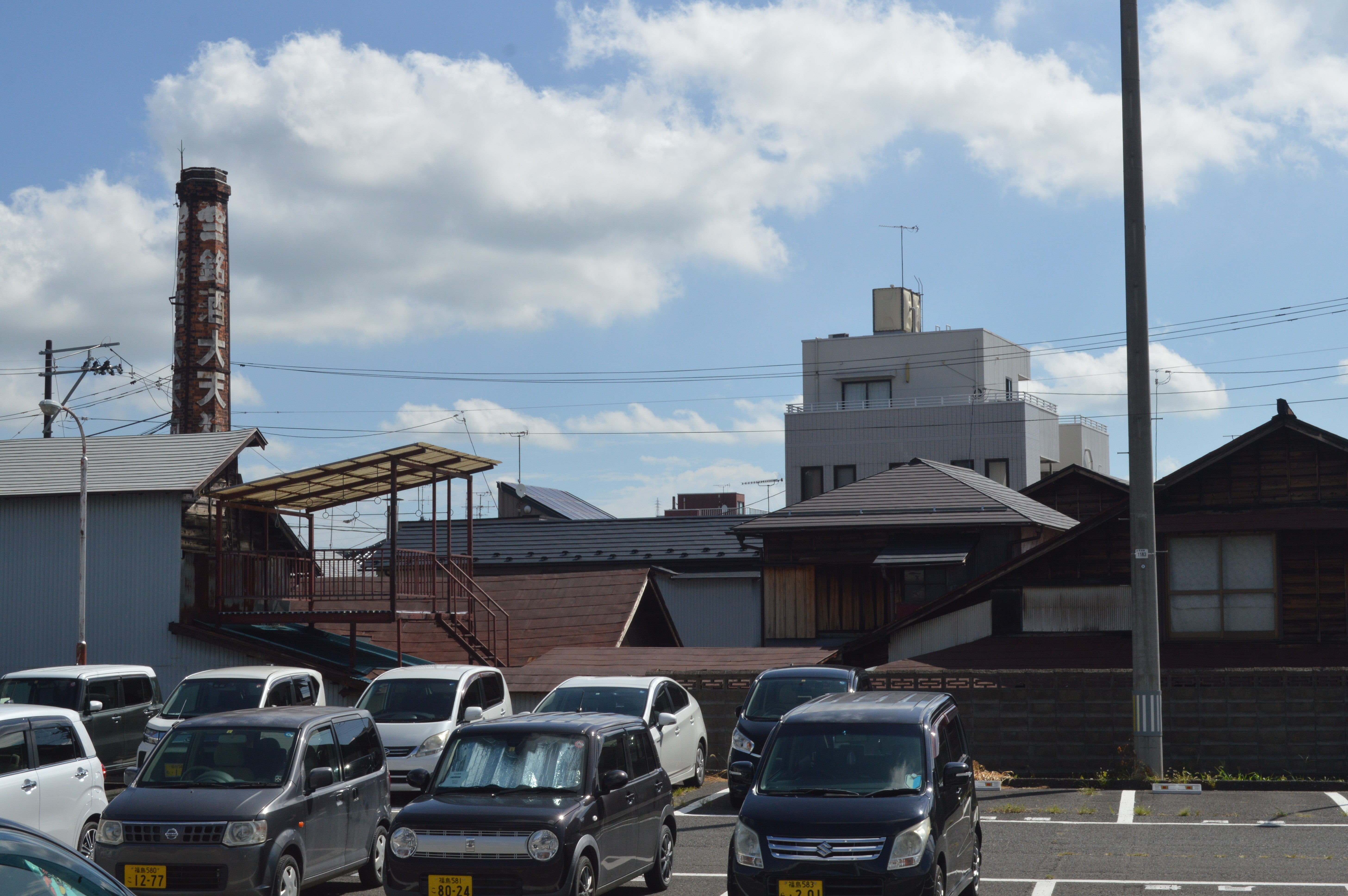
工場

2019年（令和元年）10月の令和元年東日本台風では敷地が浸水し、酒造機材が使えなくなったほか、酒米の大半が失われるという被害が出た。2020年（令和2年）1月には300万円を目標額とするクラウドファンディングに挑戦し、437人から目標額の2倍の約603万円を集めた。
2022年（令和4年）に創業150周年を迎えた。

## 銘柄

### 日本酒
- 「大天狗」
  - 上撰
  - 精撰
  - 純米酒[3]
  - 大吟醸[4]
  - 純米吟醸生原酒
  - 夢の香 純米酒
  - 純米吟醸
  - 特別純米[5]
- 「もとみや」
  - 純吟酒
  - 純米酒[6]
  - 本醸造[7]
- 「奥州二本松」
  - 純米酒
  - 上撰
- 「智恵子の花霞」
  - 特別本醸造
  - 純米酒[8]

### 焼酎
- タイ焼酎
  - 黒糖焼酎 きび南蛮
  - もち米焼酎 南蛮古酒[9]

## 関連人物
- 伊藤久男 - 本宮市出身の歌手で代表者の親戚。その縁で、久男のラベルをあしらった限定販売の吟醸酒を2020年4月に発売[10]。なお、同じ本宮市のドイツパン工房「ハルツ」[11]を経営している久男の又甥（久男の兄弟の孫）も代表者と遠縁になる。
- 伊藤戊（しげる）- 早稲田大学応援団幹部で現在の第一応援歌である『紺碧の空』の作曲に古関裕而を推した人物。伊藤久男のいとこで、大天狗酒造が生家である[12]。